# Adria-Wien Pipeline
Die Adria-Wien Pipeline (AWP) ist eine Rohölpipeline, in der Rohöl von Triest nach Schwechat in Niederösterreich transportiert wird. Sie wurde 1970 in Betrieb genommen.

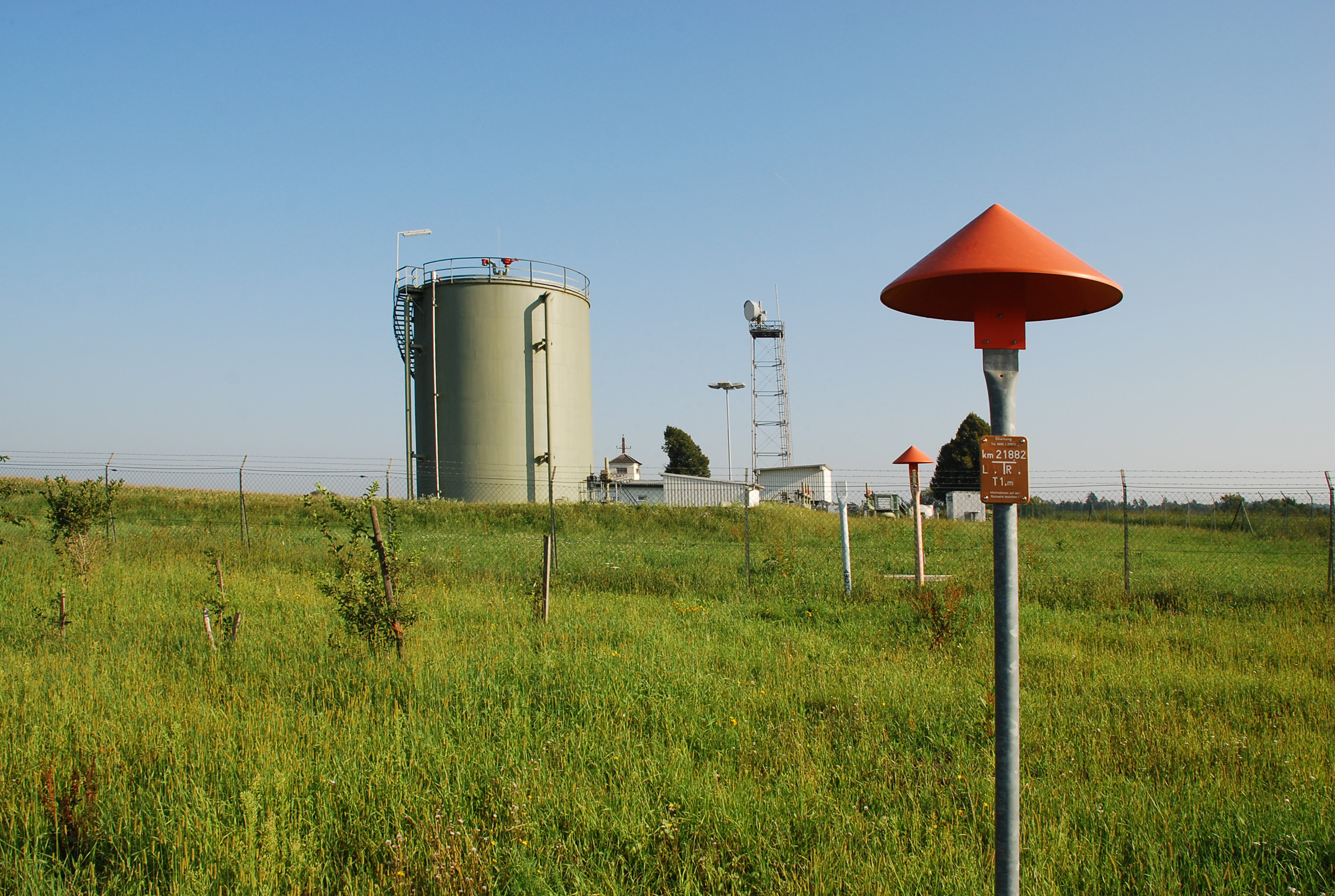
Die Abzweigstation Wohlsdorf liegt auf der Fläche einer archäologischen

Sie zweigt von der Transalpinen Ölleitung (TAL) in Würmlach (Kärnten) an der italienisch-österreichischen  Grenze ab und führt über die Koralpe durch die Steiermark und den Wechsel teilweise durch das Burgenland bis zur OMV-Raffinerie Schwechat. Sie hat eine Länge von 420 km. In der Weststeiermark führt eine 14 km lange 16″ (406 mm) Stichleitung zu einem Lager der ELG in Lannach, wo Pflichtnotstandsreserven der Mineralölwirtschaft lagern.
Die Leitung hat eine Kapazität von 11 Mio. Tonnen Rohöl pro Jahr, was 1/4 des ÖBB-Frachtverkehrs entspricht. Die Hauptleitung hat einen Durchmesser von 18″ (457 mm). Insgesamt 12 Pumpstationen, die mit 110 kV versorgt werden, benötigen 32 MW elektrische Leistung, um die maximale Durchsatzrate von 458 Liter/sek zu erreichen.
Jahresdurchsatz: rund 7,8 Mio. Tonnen Rohöl (2005). Bisher wurden über 200 Millionen Tonnen Rohöl durchgesetzt. 
Alleingesellschafter der AWP ist die OMV Refining & Marketing GmbH.